# Крвно-ликворна баријера
Крвно-ликворна баријера ограничава пролаз супстанци из крви у ликвор. Пропустљивија је од КМБ и тако многи протеини плазме улазе у цереброспиналну течност (кроз пиноцитозу или активни транспорт). Њихова концентрација је нижа од концентрације у крвној плазми. Оштећење крвно-ликворне баријере стога доводи до повећања концентрације протеина у ликвору. Транспорт се одвија и у супротном смеру и супстанце из алкохола могу ући у циркулацију.

## Структура
Крвно-ликворна баријера грађена је од:
1. Ћелије хороидног епитела међусобно повезане чврстим спојевима (који су пропуснији од спојева између ендотелних ћелија можданих капилара) и луче цереброспиналну течност. Страна окренута ка ликвору има површину увећану присуством избочина које се називају микроресице.
2. Базална мембрана
3. Ендотел капилара меке мождане опне који садржи фенестрације[1]